# 锡圭拉河

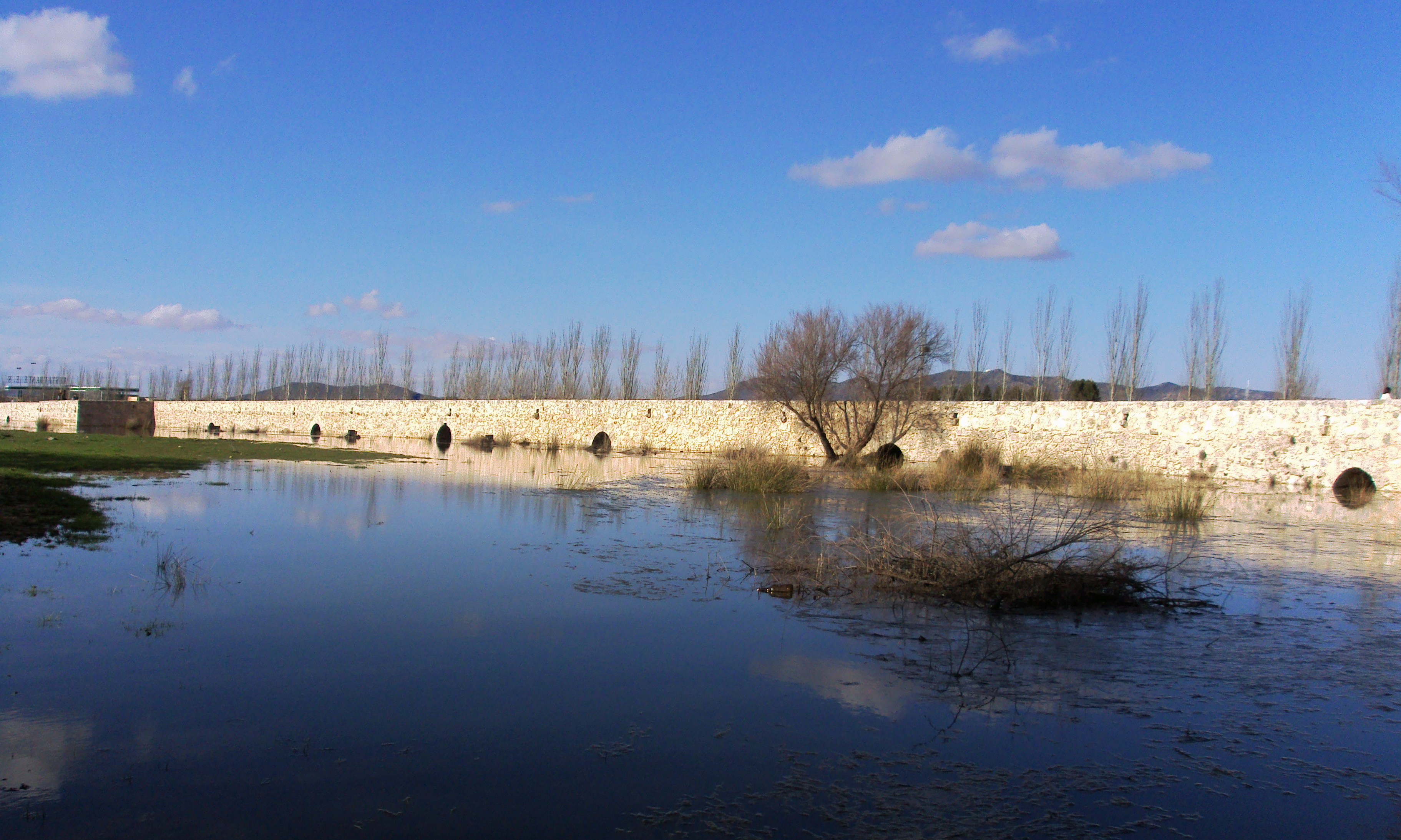
锡圭拉河

锡圭拉河（西班牙語：Cigüela），又称希圭拉河（西班牙語：Gigüela），是西班牙的河流，屬於瓜地亞納河的支流，流經卡斯蒂利亚-拉曼恰，河道全長225公里，流域面積11,970平方公里，平均流量每秒1.93立方米，主要支流是桑卡拉河。

## 外部連結
- Confederación hidrográfica del Guadiana（页面存档备份，存于）

39°14′N 3°25′W / 39.233°N 3.417°W